# كوكوش

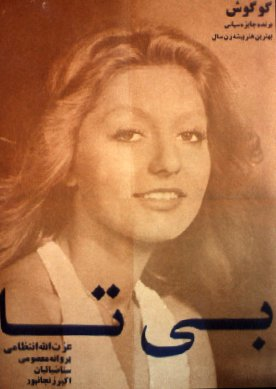
كوكوش على غلاف فيلم "بيتا" عام 1972

گوگوش واسمها الحقيقي فائقه آتشین (5 مايو 1950 في طهران) هي ممثلة ومغنية إيرانية.

ولدت گوگوش لأبوين أذريين. مثّلت لعدة مرات في أفلام إيرانية في الستينات والسبعينات من القرن الماضي. إلى جانب شهرتها في إيران كانت هذه الفنانة معروفة أيضا في بلدان الشرق الأوسط.
وفقت في المسرح وهي لا تزال في الثالثة من عمرها مع أبيها الذي كان يعمل أكروباتا وممثلا مسرحيا.
غنت بالإضافة للفارسية باللغة الإسبانية والإيطالية والفرنسية ويبلغ عدد أغانيها التي غنتها بلغات أجنبية 55 أغنية وحصلت بعضها على مراتب متقدمة في ترتيب الأغاني في أمريكا الجنوبية. وتعتبر أغنية «من آمده أم» من ألبوم «طلاق» هي الأشهر من بين أغانيها وما زالوا معجبينها يستمعون إليها.
لم تترك الفنانة إيران بعد الثورة الإيرانية بل بقيت ولكنها كانت ممنوعة من الغناء وتم منع أغانيها من البث. غادرت إيران نهائيا في عام 2000.
منذ عودتها إلى المسرح في صيف عام 2000، قامت بأداء حفلات موسيقية وأماكن في جميع أنحاء العالم، بما في ذلك ماديسون سكوير جاردن في نيويورك، ومركز طيران كندا في تورونتو، وإريكسون غلوب في ستوكهولم، ومركز هوندا في أنهايم. وقاعة ألبرت الملكية في لندن وهوليوود باول في لوس أنجلوس.
تعيش گوگوش اليوم في كاليفورنيا، الولايات المتحدة الأمريكية حيث ما زالت تواصل مسيرتها الفنية.

## جوائز
- 1971: الجائزة الأولى والسجل الذهبي لأفضل مغنية في العالم في معرض ميديم التجاري في كان عن تسجيلها 7 بوصات (باسم "Gougoush") وهي تؤدي أغنيتين باللغة الفرنسية من إنتاج شركة
- Barclay Records – 1973: أفضل ممثلة لبيتا في مهرجان سيباس السينمائي الإيراني
- 1972:تم أداؤها في مهرجان كانتاجيرو للموسيقى.
- 1972: تم عرضه في مهرجان قرطاج الموسيقي –
- 1972: وسام الفنون الأول لتونس
- 1973: الموسيقى التصويرية المسجلة (من إنتاج سجلات RCA) لمهرجان سان ريمو للموسيقى
- 2001: تم عرضه في مهرجان قرطاج الموسيقي. –
- 2014: أفضل مغني إيراني (جوائز الموسيقى العالمية)
- 2017: أفضل فيديو موسيقي لـDo Panjereh (إخراج ياسمين آشا) (جوائز المهرجان السينمائي مارس 2017) جائزتان من مسرح مايكروسوفت في لوس أنجلوس عن الأداء المحطم للأرقام القياسية –
- 2022: تم عرضه في مهرجان اكسبو.

## اقرأ أيضاً
- قائمة ألبومات كوكوش

## وصلات خارجية
- كوكوش على موقع IMDb (الإنجليزية)
- كوكوش على موقع الموسوعة البريطانية (الإنجليزية)
- كوكوش على موقع ميوزك برينز (الإنجليزية)
- كوكوش على موقع أول ميوزيك (الإنجليزية)
- كوكوش على موقع ديسكوغز (الإنجليزية)
- كوكوش على موقع قاعدة بيانات الفيلم (الإنجليزية)

- الموقع الرسمي (بالإنجليزية)